# Ванесса Гарсія
Ванесса Гарсія (англ. Vanessa García, 18 липня 1984) — американська плавчиня.
Учасниця Олімпійських Ігор 2004, 2008, 2012 років.